# Satigny
Satigny – gmina (fr. commune; niem. Gemeinde) w Szwajcarii, w kantonie Genewa.  

## Demografia
W Satigny mieszka 4 286 osób. W 2020 roku 26,8% populacji gminy stanowiły osoby urodzone poza Szwajcarią.

## Transport
Przez teren gminy przebiegają drogi główne nr 109 i nr 110.